# Сустдейк
Сустдейк (нидерл. Soestdijk) — бывший дворец нидерландской королевский семьи. Состоит из центрального корпуса, северного и южного крыла.

## История
Хотя дворец назван по имени деревни Сустдейк, находящийся в городе Суст, дворец находится к северу от неё в городе Барн, Утрехт. Дворец на протяжении более шести десятилетий был домом королевы Юлианы и её супруга принца Бернарда до их смерти в 2004 году.
В середине семнадцатого века на месте дворца был построен дом для мэра Амстердама Корнелиса де Граффа. После Года бедствий (1672 год) его сын Якоб де Графф продал его Вильгельму III Оранскому. После, в 1674—1678 годах, здание было перестроено в охотничий домик архитектором Маурицем Постом, который был также архитектором двух других королевских дворцов — Хёйс-тен-Бос и двореца Нордейнде.
Во время французского нашествия 1795 года здание было захвачено и в нём разместились французские военные. Когда Людовик Бонапарт стал королём Голландии, здание было сильно расширено и перестроено.
В 1815 году дворец преподнесли в дар принцу Виллему Оранскому, как благодарность за битву при Ватерлоо. В 1816—1820 годах дворец был достроен, у него появились два крыла, северное и южное. В 1842 году была обновлена мебель во дворце, перевезенная из Академического дворца в Брюсселе, который ранее принадлежал Виллему II.
Королева Юлиана иногда использовала дворец для официальных приемов, например в 1979 году, когда во дворце принимали членов японской императорской семьи.
В 1971 году дворец стал собственностью государства, хотя там продолжала проживать королева Юлиана вместе с мужем. Сустдейк считался их официальной резиденций до их смерти в 2004 году. Во дворце также проживали принцессы Ирена и Кристина вместе со своими семьями. Королева Юлиана умерла 20 марта 2004 года, её муж продолжал проживать во дворце до собственной смерти 1 декабря того же года. После их смерти дворец оставался пустым и не использовался на протяжении года, пока он не был открыт для широкой публики весной 2006 года.
19 мая 2009 года королева Беатрикс открыла перед дворцом бронзовую статую своих родителей — принцессы Юлианы и принца Бернарда. 

## Фотогалерея
|  |  |  |  |  |